# Change (Taplejung)
Change – gaun wikas samiti we wschodniej części Nepalu w strefie Meći w dystrykcie Taplejung. Według nepalskiego spisu powszechnego z 2001 roku liczył on 850 gospodarstw domowych i 4720 mieszkańców (2433 kobiet i 2287 mężczyzn).